# Интерьяно, Маурисио
Маурисио Интерьяно (исп. Mauricio Interiano; 7 марта 1970, Сан-Сальвадор) — сальвадорский бизнесмен и правый политик, в 2016—2019 — председатель партии Националистический республиканский альянс (ARENA).

## Происхождение и взгляды
Родился в политически влиятельном семействе, происходящем из Санта-Аны. Дед Маурисио Интерьяно был председателем Законодательной ассамблеи Сальвадора, дядя — министром здравоохранения. Другие члены семьи были известны как квалифицированные и состоятельные медики.
По возрасту Маурисио Интерьяно не участвовал в гражданской войне 1980-х годов. Однако с ранней юности он придерживался правых антикоммунистических взглядов, был сторонником партии Националистический республиканский альянс (ARENA), приверженцем Роберто д’Обюссона. Активистами ARENA были его близкие родственники.

## Менеджер и предприниматель
Высшее образование Маурисио Интерьяно получил в США. В 1992 окончил Технологический институт Джорджии. Работал инженером-электронщиком в корпорации Kimberly-Clark. В 1994 стал магистром делового администрирования Техасского университета в Остине.
В 1996 Маурисио Интерьяно вернулся в Сальвадор. Работал менеджером в транснациональных корпорациях и в страховой системе пенсионного фонда. В 2001—2003 Интерьяно был менеджером Microsoft. С 2009 имел собственный бизнес по консультированию малых предприятий.

## Политик

### Приход в ARENA
В 2009 году к власти в Сальвадоре пришли левые силы: на парламентских выборах победу одержала партия ФНОФМ (бывшее партизанское движение гражданской войны), президентом был избран представитель ФНОФМ Маурисио Фунес. Правая партия ARENA впервые за двадцать лет перешла в оппозицию.
Эти события обеспокоили Маурисио Интерьяно и побудили включиться в политику. В 2012 он вместе с группой единомышленников-предпринимателей создал организацию Movimiento 300. На выборах 2014 поддерживал кандидата ARENA Нормана Кихано. После этого председатель ARENA Хорхе Веладо предложил Интерьяно вступить в партию и стать куратором социально-экономических вопросов в её руководящем органе — Национальном исполнительном совете. С конца 2015 Маурисио Интерьяно — вице-председатель ARENA.

### Председатель ARENA
В 2016 году Маурисио Интерьяно выдвинул свою кандидатуру на пост председателя ARENA. Лидер определялся голосованием членов партии. На выборах 28 августа 2016 Интерьяно опередил соперников, в том числе Уго Барреру — одного из основателей ARENA, соратника майора д’Обюссона. 25 сентября 2016 Маурисио Интерьяно сменил Хорхе Веладо на посту председателя ARENA.
Маурисио Интерьяно придерживается идеологии национал-консерватизма, подчёркивает верность традициям ARENA.

Важно, чтобы мы помнили, чему нас учил майор Роберто д’Обюссон.

Маурисио Интерьяно

В то же время Интерьяно считается представителем новой генерации сальвадорских правых — не связанных непрямую с наследием гражданской войны и ультраправой идеологией эскадронов смерти типа UGB или FAR. Он подчёркивает верность традиции майора д’Обюссона, однако демонстрирует реформаторские модернистские наклонности. Главной политической задачей Интерьяно считает стимулирование экономического роста за счёт предпринимательской активности, борьбу с безработицей и развитие образования, упорядочение пенсионной системы, преодоление теневой экономики, жёсткое подавление преступности. При этом он заявляет о независимости ARENA от влиятельных финансовых групп, пытается преодолеть сложившийся имидж «партии богатых». Главным качеством политического лидера Маурисио Интерьяно называет готовность к бескорыстному служению стране.

## Выборы и отставка
Парламентские и муниципальные выборы 4 марта 2018 принесли успех АРЕНА: возросло количество партийных депутатов в Законодательной ассамблее и местных органах власти. Однако на президентских выборах 3 февраля 2019 кандидат ARENA Карлос Кальеха, хотя и опередил кандидата ФНОФМ Уго Мартинеса, потерпел поражение от представителя Широкого альянса за национальное единство Найиба Букеле.
Поражение на выборах побудило к смене партийного лидера. 25 августа 2019 новым председателем ARENA был избран президент фармацевтической компании Laboratorios López Густаво Лопес Дэвидсон. Программные различия между ним и Интерьяно не особенно значительны. Характерно, что Лопес Дэвидсон также заявил о намерении оберегать финансовую независимость партии от влиятельных бизнес-групп.

## Семья
Маурисио Интерьяно женат, имеет четырёх дочерей и сына. Лисетт Интерьяно, жена Маурисио Интерьяно, известна как бизнес-менеджер. Будущие супруги познакомились во время учёбы в США.